# Ламли, Харри
Харри Ламли (англ. Harry Lumley; 11 ноября 1926, Оуэн-Саунд — 13 сентября 1998, Оуэн-Саунд) — канадский хоккеист, игравший на позиции вратаря, обладатель Кубка Стэнли 1950 года в составе «Детройт Ред Уингз», обладатель Везина Трофи 1954 года как лучший вратарь по итогам сезона и трехкратный участник матчей всех звёзд НХЛ.

## Биография

### Игровая карьера
Начал карьеру в команде «Индианаполис Кэпиталз», где отыграл целый сезон, в качестве основного вратаря и в том же сезоне в возрасте 17 лет дебютировал в НХЛ за «Детройт Ред Уингз», сыграв две игры. По ходу сезона 1943/44 он перешёл в «Нью-Йорк Рейнджерс», где сыграл в одном матче 20 минут, после чего вернулся в «Ред Уингз».
В составе «Ред Уингз» в качестве основного вратаря, Ламли отыграл шесть сезонов, выиграв в 1950 году в составе этой команды Кубок Стэнли, показав по ходу плей-офф лучший показателей среди вратарей по отраженным броскам.
По окончании сезона 1949/50 был обменян в «Чикаго Блэкхокс», где играл в течение двух сезонов в качестве основного вратаря.
По окончании сезона 1951/52 был обменян в «Торонто Мейпл Лифс», где играл в течение четырёх сезонов, выиграв в 1954 году Везину Трофи, как лучший вратарь по итогам сезона.
В 1956 году Ламли стал игроком клуба «Баффало Байзонс», за который играл полтора сезона, но по ходу сезона 1957/58 вернулся в НХЛ, став игроком клуба «Бостон Брюинз». В составе «Брюинз» он отыграл три сезона, став резервным вратарём в команде после Дона Симмонса.
Покинув «Брюинз» стал игроком клуба «Виннипег Уоррирз», где отыграл целый сезон, по окончании которого завершил карьеру в возрасте 34 лет.

### Признание
В 1980 году был включён в Зал хоккейной славы.

### Смерть
Скончался 13 сентября 1998 года в Оуэн-Саунде в возрасте 71 года от сердечного приступа.